# Махагони

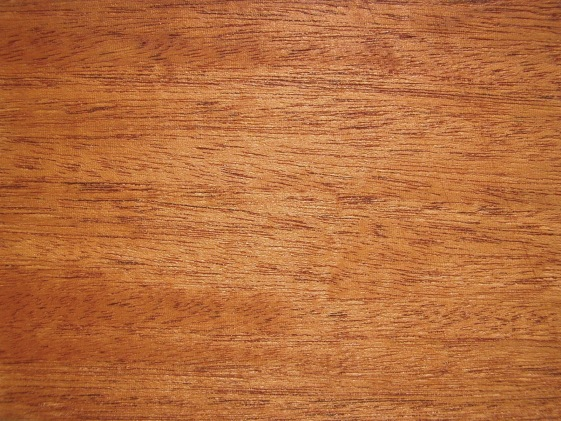
Гондурасское махагони

Махаго́ни — название, используемое для обозначения различных тропических пород древесины, имеющих красноватый цвет, некоторые из которых относят к высокоценному красному дереву.
Первоначально это название применялось к древесине дерева Swietenia mahagoni, известного как вест-индийское, или кубинское махагони.
Махагони также называется древесина близкородственного вида Swietenia macrophylla, известного как гондурасское махагони.
В наше время все виды рода Swietenia включены в список CITES и поэтому защищены. Виды Swietenia скрещиваются, если растут вблизи друг друга; гибрид между Swietenia mahagoni и Swietenia macrophylla широко культивируется для получения древесины.
В широком смысле под названием «махагони» может пониматься большая группа видов древесины, относящихся к 15 различным видам родов Swietenia, Khaya и Entandrophragma. Древесина видов Entandrophragma продаётся под своими собственными названиями, иногда с прибавлением «махагони». Например, древесину вида сипо (Entandrophragma utile) называют «сипо махагони», Сапеле (Entandrophragma cylindricum) нередко именуется африканским махагони, близкородственное кохекохе (Dysoxylum spectabile) иногда называют новозеландское махагони.
Махагони является национальным деревом Доминиканской Республики и представлено на национальном гербе Белиза, известного до обретения независимости под названием Британский Гондурас.

## Использование
Текстура махагони обычно прямая, древесина лишена пустот и включений. У неё красновато-коричневый цвет, со временем темнеющий, и характерное красивое красноватое мерцание в полированном состоянии. Прекрасно обрабатывается и очень устойчива. Размер деревьев позволял изготавливать длинные и широкие доски (и до сих пор позволяет в случае видов, не находящихся под угрозой). Эти свойства делают махагони излюбленной древесиной для изготовления мебели.
Большая часть первоклассной мебели, сделанной в американских колониях с XVII века, когда эта древесина стала доступна американским краснодеревщикам, изготовлена из махагони. В наши дни махагони широко используется для изготовления дорогой мебели; редкость кубинского махагони ограничивает его применение (так же, как гондурасского махагони). Махагони устойчиво к древесной гнили, что делает его подходящим для кораблестроения. Также его часто применяют для музыкальных инструментов, особенно корпусов гитар.
Махагони используют при изготовлении музыкальных инструментов, в частности обечаек, нижних дек и грифов акустических гитар, дек электрогитар, обечаек ударных инструментов, из-за его способности производить очень тёмный тёплый звук по сравнению с другими, более распространёнными видами древесины, такими как клён, липа, ясень или ель. Знаменитый звук «Битлз» создавался барабанами Ludwig Drums с махагониевыми корпусами. В наши дни несколько производителей барабанов вновь открыли для себя свойства корпусов из махагони, вследствие чего на рынке появилось несколько серий барабанов класса high-end с корпусами из этого дерева.
Используется махагони и в производстве электрогитар, начало чему положила фирма Gibson. Гитары из махагони Gibson Les Paul характеризуются длительным сустейном.